# Liste der denkmalgeschützten Objekte in Stainz
Die Liste der denkmalgeschützten Objekte in Stainz enthält die 47 denkmalgeschützten, unbeweglichen Objekte der Marktgemeinde Stainz im steirischen Bezirk Deutschlandsberg. Ab 2015 sind in ihr auch jene Denkmäler enthalten, die sich in den bis 2014 bestehenden und mit Stainz zusammengeschlossenen Gemeinden Georgsberg, Marhof, Stainztal und Rassach befanden (in Stallhof befand sich kein Denkmal).

## Denkmäler
| Foto |                 | Denkmal                                                                                       | Standort                                                                                 | Beschreibung | Metadaten |
| ---- | --------------- | --------------------------------------------------------------------------------------------- | ---------------------------------------------------------------------------------------- | --- | --- |
| ja   | Datei hochladen | Pletterikapelle HERIS-ID: 7923 Objekt-ID: 3866                                                | Gamsgebirg Standort KG: Gamsgebirg                                                       | Es handelt sich um ein kleines Kapellengebäude mit eingewölbten, durch Säulen getragenen Eingangsbereich. Sie wurde 1864 erbaut und im Jahr 2000 renoviert. Der Dachreiter mit Glocke wurde bei der Renovierung 2000 aufgesetzt. Anmerkung: Die Kapelle liegt südwestlich von Stainz an der Max-Gschiel-Straße auf einem Grundstück der EZ 168 KG 61208 Gamsgebirg. | BDA-Hist.: Q37986046 Status: § 2a Stand der BDA-Liste: 2025-06-30 Name: Pletterikapelle GstNr.: 297/3 Pletterikapelle Gamsgebirg, Stainz                                                                                               |
| ja   | Datei hochladen | Stainzer Warte HERIS-ID: 7918 Objekt-ID: 3861                                                 | Warteweg 10 Standort KG: Gamsgebirg                                                      | Der Aussichtsturm mit gemauerter Basis und hölzernem Aufbau stammt aus dem Jahr 1902. Er ist 39,5 Meter hoch, die Aussichtsplattform befindet sich in 25 Meter Höhe. Bei ihm liegt die ebenfalls denkmalgeschützte Höhensiedlung Pöllikogel/Lethkogel. Anmerkung: Der Turm liegt auf 608 Meter Seehöhe auf dem Lethkogel, einem Ausläufer des Höhenzuges Reinischkogel-Rosenkogel-Gamsgebirg südwestlich von Stainz auf einem Grundstück der EZ 93 KG 61208 Gamsgebirg. | BDA-Hist.: Q37985734 Status: § 2a Stand der BDA-Liste: 2025-06-30 Name: Stainzer Warte GstNr.: 79/6 Stainzer Warte |
| ja   | Datei hochladen | Höhensiedlung Pöllikogel/Lethkogel HERIS-ID: 112430 Objekt-ID: 130617                         | Engelweingarten, Gamsgebirg Standort KG: Gamsgebirg                                      | Es handelt sich um eine archäologische Fundstelle. Die erste Besiedlung des Gebietes ist um 4000 v. Chr. dokumentiert (Lasinja-Kultur). Eine weitere Besiedlung ab dem 2. Jh. v. Chr. ergab vermutete Belege für Eisenverhüttung in der Steiermark (Schmelzöfen). Diese werden in das erste Jahrhundert vor Christus datiert, wären älter als die Belege für Eisenverarbeitung am Erzberg, was sich bei weiteren Untersuchungen jedoch nicht bestätigte. Es konnte jedoch der erste sichere Nachweis für kupferzeitliche Metallverarbeitung in der Steiermark erbracht werden. Die Befestigungsanlagen der Siedlung waren keltische Wallanlagen, die durch Feuer vernichtet und später zugeschüttet wurden, wodurch ihre Reste gut erhalten blieben. Die keltische Besiedlung endet kurz vor der römischen Okkupation des Gebietes, eine frühmittelalterliche Siedlung wird für vermutlich das 8. und 9. Jh. n. Chr. vermutet, somit noch vor der ungarischen Eroberung dieses Gebietes. Anmerkung: Die Fundstelle liegt im Bereich um die ebenfalls denkmalgeschützte Stainzer Warte, im Gelände sind ohne fachkundige Führung keine Reste mehr erkennbar. | BDA-Hist.: Q37830758 Status: Bescheid Stand der BDA-Liste: 2025-06-30 Name: Höhensiedlung Pöllikogel/Lethkogel GstNr.: 79/7, 286/2, 79/10, 79/5 Lethkogel                                                                              |
| ja   | Datei hochladen | Wegkapelle HERIS-ID: 7833 Objekt-ID: 3775                                                     | Standort KG: Herbersdorf                                                                 | Die Kapelle (Riegelanderl-Kapelle, Riegel-Annerl-Kapelle) liegt an der Abzweigung des Riegelanderlweges (laut GIS-Steiermark Riegelannerlweg) vom Herbersdorfeggweg. Vor ihr befinden sich Statuen der Schutzheiligen der Pfarre Stainz, des hl. Augustinus und der hl. Katharina. Diese Statuen stammen aus dem ehemaligen, im 19. Jahrhundert bereits abgetragenen Schloss Herbersdorf, sie waren zu Beginn des 20. Jahrhunderts Teil einer Statuengruppe vor dem Gebäude des Bezirksgerichtes Stainz am Hauptplatz in Stainz. Die Kapelle wurde ca. 1860 zur Erfüllung eines Gelübdes wegen der Errettung nach einem Unfall beim Brunnengraben durch den Grundbesitzer, den Bauer und Brunnenmacher Saurugger, gebaut. Sie wurde 1989, 1996, 2012 und 2018 renoviert. In drei Rundbogennischen der Apsis stehen Statuen des hl. Antonius, eine Madonna mit Kind und rechts eine Statue des hl. Nepomuk. Die Deckenmalerei der Laube stellt das Hl. Abendmahl dar, im Giebel ist Mariae Verkündigung dargestellt. Die beiden Seitenfenster zeigen Szenen des hl. Antonius und der Klara Fietz (Grazer Schulschwester, 1905–1937). Das Geläut der Kapelle besteht aus zwei Glocken: Die große Glocke hat 55 cm Durchmesser, wiegt 75 kg und ist mit 1928 datiert. Die kleine Glocke mit 40 cm Durchmesser wiegt 35 kg und wurde am 21. Mai 1922 geweiht. Sie wird durch ein automatisches Läutwerk täglich geläutet. Anmerkung: Der Bau liegt auf einem Grundstück der EZ 131 KG 61217 Herbersdorf. | BDA-Hist.: Q37980133 Status: § 2a Stand der BDA-Liste: 2025-06-30 Name: Wegkapelle GstNr.: 617 Wegkapelle Herbersdorf bei Stainz, Rassach                                                                                              |
| ja   | Datei hochladen | Dorfkapelle Lasselsdorf HERIS-ID: 7828 Objekt-ID: 3770                                        | Standort KG: Lasselsdorf                                                                 | Die Kapelle ist dem Herzen Jesu geweiht, sie ist ein Bau aus den Jahren 1924–1926. Ihre beiden Glocken sind 50 und 120 kg schwer, sie tragen die Inschriften „1924 Ernest Szabo in Graz“ und „Gewidmet den Bewohnern der Ortsgemeinde Lasselsdorf“. Eine Messlizenz ist vorhanden. Die Kapelle wurde 2001 eingehend renoviert und am 20. Mai 2001 neu geweiht. Eine neuerliche Renovierung (Sockelbereich, Elektroinstallation, Drainage, Neugestaltung des Innenbereiches, neuer Altar, neuer Ambo etc.) erfolgte 2021/22 (Weihe am 26. Oktober 2022). Anmerkung: Das Gebäude liegt nach Auflösung der früheren Eigentümergemeinschaft (Schulgemeinde Lasselsdorf) seit 2021 auf einem Grundstück der EZ 110 KG 61221 Lasselsdorf und ist Eigentum der Marktgemeinde Stainz. | BDA-Hist.: Q37979746 Status: § 2a Stand der BDA-Liste: 2025-06-30 Name: Dorfkapelle Lasselsdorf GstNr.: .66 Dorfkapelle Lasselsdorf, Rassach                                                                                           |
| ja   | Datei hochladen | Bauernhofanlage vulgo „Lenz“ HERIS-ID: 7930 Objekt-ID: 3873                                   | Mettersdorf 7 Standort KG: Mettersdorf                                                   | Der Bauernhof ist mit seinen Gebäuden eine typische gut erhaltene Anlage im Stil des 19. Jahrhunderts. Anmerkung: Der Hof liegt auf einem Grundstück der EZ 10 KG 61224 Mettersdorf. | BDA-Hist.: Q37986494 Status: Bescheid Stand der BDA-Liste: 2025-06-30 Name: Bauernhofanlage, vulgo „Lenz“ GstNr.: .24/1 Bauernhof vulgo Lenz, Mettersdorf, Stainztal                                                                   |
| ja   | Datei hochladen | Ortskapelle/Dorfkirche Mettersdorf HERIS-ID: 7926seit 2023                                    | bei Mettersdorf 48 Standort KG: Mettersdorf                                              | Die ca. 150 Personen fassende Messkapelle wurde 1874–1890 durch Baumeister Karl Puchner aus Groß St. Florian von der Dorfgemeinschaft erbaut, ihr ursprünglicher Eigentümer war eine Bauerngemeinschaft aus 19 Mitgliedern. 1881 wurde die Messlizenz für Wochentage, 1923 auch für Sonntage erteilt. 1904 wurde eine Sakristei an der Westseite erbaut. Instandsetzungsarbeiten erfolgten 1906, 1933, 1956 und 1969 (statische Sicherung des Turmes), 1971 (Dach), eine Generalsanierung 1999/2000. 2000 wurde die Gemeinde Stainztal Eigentümerin, 2015 die Gemeinde Stainz. Das Gebäude hat ein dreijochiges Schiff mit einspringender (nicht die Breite des Langschiffs aufweisender) polygonaler Apsis, neoromanischen Formen (Rundbogenfenster, Rundbogenfriese) im Sinn des Historismus. Der Baukörper beruht auf einem Sockel aus Stainzer Hartgneis mit Ziegelmauerwerk. Das Baumaterial soll von einem abgebrochenen Gebäude aus dem Bereich des Stainzer Schlosses stammen. Eine Empore auf zwei Pfeilern befindet sich beim Haupteingang, die Gewölbe sind mit Gurtbögen gegliedert, die über reich profilierten Pfeilerkapitellen ansetzen. Der zweistufige Übergang zur Apsis wurde gemeinsam mit der Apsispflasterung zuletzt neu hergestellt, der Triumphbogen trägt die Jahreszahlen der Errichtung und der letzten Restaurierung. Der Boden ist mit Hartgneisplatten gepflastert. Ausstattung und Einrichtung stammen überwiegend aus der Bauzeit und aus späteren Stiftungen, älter ist ein barockes Gemälde des Hl. Sebastian. Der Tabernakel stammt aus der Pfarre St. Andrä im Sausal, der Figurenschmuck des Altars aus der Werkstätte von Jakob Gschiel. Es wird angenommen, dass die Baugestaltung durch die 1869–1873 erfolgte Umgestaltung der Fassaden der zuständigen Pfarrkirche Groß St. Florian und deren Vorbildfunktion beeinflusst wurde. Der Bau wird als gut erhaltenes Beispiel einer historistischen Ortskapelle geschildert, die sich in ihren Dimensionen und mit der reichen Ausstattung und Einrichtung über vergleichbare Beispiele im Bezirk Deutschlandsberg hinaushebt. Anmerkung: Der Bau befindet sich auf dem Grundstück der Einlagezahl 54, Katastralgemeinde 61224 Mettersdorf, Bezirksgericht 610 Deutschlandsberg. | BDA-Hist.: Q119231449 Status: Bescheid Stand der BDA-Liste: 2025-06-30 Name: Ortskapelle/Dorfkirche Mettersdorf GstNr.: .52 Marienkirche Mettersdorf                                                                                   |
| ja   | Datei hochladen | Hügelgräbergruppe Stallhofmüller HERIS-ID: 112103 Objekt-ID: 130155seit 2014                  | Imkerweg, Pfledlhiaslweg Standort KG: Pichling                                           | Für diese Stelle sind 23 Hügelgräber publiziert, von denen 17 1886 beschrieben und teilweise geöffnet wurden. Außer Tonscherben, kleinen Kohlebrocken und einigen Glasstückchen wurde nichts gefunden, die damalige Vorgangsweise und ihre Ergebnisse sind in einem Tagebuch des Ausgräbers dokumentiert. Grabungsspuren sind im Gelände erkennbar. Das Gelände wird auch als Stallhofmüllerholz bezeichnet. Anmerkung: Die Grabhügel liegen nördlich parallel zum Pfledlhiaslweg, der den Imkerweg Richtung Osten fortsetzt, im Wald links und rechts eines nicht mehr verwendeten Weges. Das Grundstück gehört zur EZ 32 (vlg. Pfledl) der KG 61231 Pichling. | BDA-Hist.: Q37828525 Status: Bescheid Stand der BDA-Liste: 2025-06-30 Name: Hügelgräbergruppe Stallhofmüller GstNr.: 83 Grabhügelgruppe Stallhofmüllerwald, Pichling, Georgsberg                                                       |
| ja   | Datei hochladen | Hügelgräbergruppe Pleterer HERIS-ID: 111938 Objekt-ID: 129975seit 2013                        | Pletererwald Standort KG: Pichling                                                       | Es handelt sich um eine Gruppe von Hügelgräbern, die in die römische Kaiserzeit datiert werden (nach der Literatur handelt es sich um neun oder sieben Gräber, diese Zahlen sind in der Luftbildaufnahme – siehe Commons – nicht verifizierbar). Die Hügel sind 1886 untersucht worden, der Ausgräber hat seine Vorgangsweise und die geringen Funde (Tonscherben, Henkel eines Glasgefäßes) dokumentiert. Die Gräber sind auch als „Plettri Hügel“ beschrieben, Funde wurden an das Joanneum geschickt. Sie liegen an einer Geländekante parallel zur Landesstraße L 314 „Schilcherweinstraße“ im Abstand von etwa 2,5 m nebeneinander, in der Natur sind außer Geländeunebenheiten keine weiteren Spuren sichtbar. Nach den ersten Untersuchungen haben Wegebauten und Ablagerungen das Gelände weiter verändert. Das Gelände der Hügelgräber ist auf einem öffentlichen Nebenweg erreichbar, es ist mit Gebüsch und Bäumen verwachsen. Im Grundbuch ist das Gelände mit „Römerzeitliche Grabhügelgruppe Pleterer-Nord“ verzeichnet. Anmerkung: Die Grabhügel liegen auf Grundstücken der EZ 262 (Grundstück Nr. 734/2) und der EZ 278 (Grdst. 734/3) der KG 61231 Pichling. | BDA-Hist.: Q37827736 Status: Bescheid Stand der BDA-Liste: 2025-06-30 Name: Hügelgräbergruppe Pleterer GstNr.: 734/2, 734/3 Grabhügelgruppe Pleterer, Pichling, Georgsberg                                                             |
| ja   | Datei hochladen | Kalvarienberganlage mit Kapelle Maria im Elend HERIS-ID: 205669seit 2021                      | bei Stallhof 50 Standort KG: Pichling                                                    | Die Anlage besteht aus einer Kapelle, mehreren bergan entlang des Weges (Stiegenanlage) erbauten pavillonartigen kleinen Kreuzwegstationen und einer Kreuzigungsgruppe, die im Kern aus dem 18. Jahrhundert stammen. Anmerkung: Koordinaten auf die Kapelle | BDA-Hist.: Q107691161 Status: Bescheid Stand der BDA-Liste: 2025-06-30 Name: Kalvarienberganlage mit Kapelle Maria im Elend GstNr.: .85, .86/1, .86/2, .86/3, .83, .84, 863/4 Kalvarienberganlage Pichling Stainz                      |
| ja   | Datei hochladen | Ortskapelle „Köck-Kapelle“ HERIS-ID: 7826 Objekt-ID: 3768                                     | Standort KG: Rassach                                                                     | Die Kapelle wird auch als „Kreuzerhöhungskapelle“ bezeichnet und befindet sich am Standort des früheren Pestkreuzes, das von zwei großen Lindenbäumen (deshalb auch Lindenkreuz genannt) umgeben war. Grundsteinlegung war am 3. März, am 20. September 1906 die Einweihung. Die Kapelle hat eine Rundapsis aus der zweiten Hälfte des 19. Jahrhunderts, ihre Außenwände sind mit Doppelpilastern und Gesimsen geschmückt. Der Turm ist als Dachreiter gebaut, in ihm befinden sich zwei Glocken mit 70 und 120 kg Gewicht, die 1957 gegossen und im Mai desselben Jahres eingeweiht wurden. Der Bau erfolgte nach Plänen des Kirchen-Architekten Hans Pascher aus Graz im Stil der deutschen Renaissance. Die Statuen der Kreuzgruppe und andere stammen aus der Grödener Kunstschule. Eine Gedenktafel aus 1956 erinnert an die 50-Jahre-Feier und an den Initiator der Kirche, Prälat Johann Köck. 1985 wurde die Kapelle generalsaniert und erhielt ein elektrisches Läutwerk, um 1995 wurde sie von der Bauerngemeinschaft, der sie bis dahin gehört hatte, an die damalige Gemeinde Rassach übergeben. An der Altarwand befinden sich ein Kruzifix, das von Statuen der hl. Maria und des hl. Johannes flankiert wird. Neben dem Altar stehen Statuen des hl. Josef und des hl. Antonius von Padua. Anmerkung: Der Kapellenbau liegt am nördlichen Ortsausgang an der Radlpass-Straße B 76 im Ort Rassach bei der Abzweigung des Kapellenweges Graschuh auf einem Grundstück der EZ 96 KG 61233 Rassach. | BDA-Hist.: Q37979577 Status: § 2a Stand der BDA-Liste: 2025-06-30 Name: Ortskapelle „Köck-Kapelle“ GstNr.: .111 Köck-Kapelle, Rassach                                                                                                  |
| ja   | Datei hochladen | Hügelgräbergruppe an der Radlpass Straße B 76 HERIS-ID: 12608 Objekt-ID: 8759                 | Rassach Standort KG: Rassach                                                             | Die Fundstelle ist ein Gräberfeld aus der Zeit des Übergangs von der späten Latènezeit zur römischen Kaiserzeit. Sie liegt ca. 1 km südlich von Rassach im Wald östlich der B 76 an der Kurve vor der geraden Straßentrasse durch den Johngraben. Ihre Grundstücke sind mit Wald und Gebüsch bewachsen oder werden (besonders Grundstück 500/7) als Verkehrsfläche genutzt. Ausgrabungen durch das Joanneum in Graz im Jahr 1984 zeigten, dass die noch feststellbaren 37 Hügelgräber (Tumulus) durch Raubgräber bereits weitgehend zerstört worden waren. Es waren Gräber mit Brandschüttung und die Bestattung in Steinkisten feststellbar. Grabbauten aus dem frühen 1. Jahrhundert nach Chr. und ein Grabhügel aus augusteischer Zeit (ca. 30 vor bis 14 nach Chr.) sind dokumentiert. Die Fundstelle wird als einer der frühesten „norisch-pannonischen“ Grabhügel beschrieben und die Ansicht vertreten, die Bestattungszone bilde die Anfänge der Hügelgräberbestattung noch vor den Gräbern in Leibnitz (Flavia Solva). Für das Jahr 2001 ist der Fund eines keltischen Schwertes und einer Lanze im Rahmen einer provinzialrömischen Bestattung publiziert. Diese Situation wird als Begräbnis einer höhergestellten Person interpretiert, die auch noch in römischer Zeit nach keltischen Bräuchen bestattet worden war, was ein Weiterleben keltischer Bestattungssitten im Römischen Reich belegt. Schon vorher waren beim Bau der B 67 eiserne Säbel, Schwerter und andere Eisenteile gefunden worden. In der Natur sind keine Details erkennbar. Ob Bodenunebenheiten am Fundort auf natürliche Erosion, auf künstlich angelegte historische Grabhügel oder auf spätere sonstige menschliche Eingriffe zurückzuführen sind, ist ohne fachkundige Führung nicht unterscheidbar. Anmerkung: Die Fundstelle befindet sich auf Grundstücken mehrerer Grundbuchskörper (Einlagezahlen): Das Grundstück Nr. 500/3 in EZ 30, Nr. 500/4 in EZ 192 und Nr. 500/7 in EZ 323, alle KG 61233 Rassach. Ein anderes Gräberfeld neben der B 76 liegt im Johngraben in der Gemeinde Groß St. Florian. Insgesamt sind für den Bereich Rassach-Tanzelsdorf-Lasselsdorf an die 20 Fundstellen dokumentiert.                                                                   | BDA-Hist.: Q38134238 Status: Bescheid Stand der BDA-Liste: 2025-06-30 Name: Hügelgräbergruppe an der B 76 GstNr.: 467/1, 500/4, 500/3 Gräberfeld Rassach                                                                               |
| ja   | Datei hochladen | Wegkapelle (Lourdesgrottenkapelle) HERIS-ID: 7825 Objekt-ID: 3767                             | Standort KG: Sierling                                                                    | Die geschützte Kapelle liegt in Marhof bei Stainz, Ortsteil Rachling. Es handelt sich um die kleine Kapelle (Lourdesgrottenkapelle) wenige Schritte östlich der viel größeren Höllerhanslkapelle (Messkapelle), die aber nicht denkmalgeschützt ist. Die beiden Statuen links und rechts vor der geschützten Kapelle sollen ursprünglich im Park des Schlosses Herberstein bei Stainz gestanden sein. | BDA-Hist.: Q37979504 Status: § 2a Stand der BDA-Liste: 2025-06-30 Name: Wegkapelle GstNr.: 415/2 Höllerhanslgrotte, Marhof |
| ja   | Datei hochladen | Ehemalige Volksschule HERIS-ID: 7807 Objekt-ID: 3749                                          | Rainbach 27 Standort KG: Sierling                                                        | Die Schule ist ein Holzbau auf gemauertem Kellerfundament aus dem 19. Jahrhundert. Anmerkung: Die Schule ist geschlossen, das Gebäude liegt am Schulhausweg Rachling. | BDA-Hist.: Q37978340 Status: § 2a Stand der BDA-Liste: 2025-06-30 Name: Ehemalige Volksschule GstNr.: 441/2 Former Volksschule Rachling, Marhof                                                                                        |
| ja   | Datei hochladen | Rothschädel-Kapelle HERIS-ID: 7920 Objekt-ID: 3863                                            | Badgasse Standort KG: Stainz                                                             | Die Kapelle enthält eine Pietà aus Stein aus der Zeit um 1410 in einer etwa 80 cm tiefen Nische. Der Kapellenbildstock wird auch „Marienklage“ genannt. 1951 und 1972 erfolgten Restaurierungen. Anmerkung: Das Kapellengebäude liegt an der Ecke der Badgasse mit der Quergasse auf einem Grundstück der 50000 (Sammeleinlage für Verkehrsflächen, früher Grundstück Nr. .41/1 EZ 338) KG 61239 Stainz. | BDA-Hist.: Q37985784 Status: § 2a Stand der BDA-Liste: 2025-06-30 Name: Rothschädel-Kapelle GstNr.: 324 Rothschädel Kapelle Stainz |
| ja   | Datei hochladen | Fassade des Färberhauses HERIS-ID: 7901 Objekt-ID: 3844                                       | Bahnhofstraße 6 Standort KG: Stainz                                                      | Das Haus wird „Färberhaus“ genannt. Es ist um 1670 erbaut, 1825 wurde es mit einer Biedermeierfassade und einem Korbbogenportal umgebaut. In seinem Hof befindet sich ein ca. 250 Jahre alter Weinstock. Anmerkung: Das Haus liegt auf dem Grundstück Nr. EZ 471 KG 61239 Stainz. | BDA-Hist.: Q37984236 Status: Bescheid Stand der BDA-Liste: 2025-06-30 Name: Fassade des Färberhauses GstNr.: .58 Haus Bahnhofstraße 6 Stainz                                                                                           |
| ja   | Datei hochladen | Bürgerhaus HERIS-ID: 7905 Objekt-ID: 3848                                                     | Bahnhofstraße 21 Standort KG: Stainz                                                     | Es handelt sich um ein frühbarockes Bürgerhaus mit dem Hausname „Seiler-Kroyß“ aus der Zeit um 1669 mit Flachbogentor. An der Fassade befindet sich eine Nische mit einer barocken Madonnenstatue (Immaculata mit Kind) aus dem 17. Jahrhundert. Unter der Statue an der Hauswand befindet sich eine Steintafel mit der lateinischen Inschrift „Mater Admirabilis Ora Pro Nobis Joan Sylzer 1669“ (Bewunderungswürdige Mutter bete für uns). Das Haus wurde 2013 renoviert. Anmerkung: Das Gebäude liegt östlich des Hauptplatzes an der Verzweigung der Bahnhofstraße und der Ettendorferstraße auf einem Grundstück der EZ 431 KG 61239 Stainz. | BDA-Hist.: Q37984897 Status: Bescheid Stand der BDA-Liste: 2025-06-30 Name: Bürgerhaus GstNr.: 84 Haus Bahnhofstraße 21 Stainz |
| ja   | Datei hochladen | Bahnhof der Lokalbahn Stainz-Preding-Wieselsdorf HERIS-ID: 7906 Objekt-ID: 3849               | Bahnhofstraße 26, 28 und 32 Standort KG: Stainz                                          | Der Bahnhof ist die Endstation der Lokalbahn von Preding-Wieselsdorf an der Wieserbahn nach Stainz. Er wurde 1892 im Stil der Lokalbahnvorschriften der steiermärkischen Landesbahnen erbaut und seither nicht verändert. Anmerkung: Es findet kein fahrplanmäßiger öffentlicher Bahnverkehr mehr statt, nur Fahrten mit dem Vergnügungszug „Flascherlzug“. Die Anlage liegt auf Grundstücken der EZ 535 KG 61239 Stainz, das Gebäude Bahnhofstraße Nr. 30 (Grundstück Nr. 352/2 EZ 1609) liegt nicht im geschützten Bereich. | BDA-Hist.: Q37985051 Status: Bescheid Stand der BDA-Liste: 2025-06-30 Name: Bahnhof der Lokalbahn Stainz-Preding-Wieselsdorf („Flascherlzug“) GstNr.: 352/1, .172, .174 Bahnhof Stainz                                                 |
| ja   | Datei hochladen | Pfarrhaus der evang. Gemeinde HERIS-ID: 7878 Objekt-ID: 3821                                  | Fabrikstraße 1 Standort KG: Stainz                                                       | Der Pfarrhof wurde gemeinsam mit der evangelischen Pfarrkirche Stainz im Jahr 1901 erbaut. Anmerkung: Er liegt auf einem Grundstück der EZ 126 KG 61239 Stainz. | BDA-Hist.: Q37982725 Status: § 2a Stand der BDA-Liste: 2025-06-30 Name: Pfarrhaus der evang. Gemeinde GstNr.: 97/5 Evangelischer Pfarrhof Stainz                                                                                       |
| ja   | Datei hochladen | Evang. Pfarrkirche A.B. HERIS-ID: 7877 Objekt-ID: 3820                                        | Fabrikstraße 3 Standort KG: Stainz                                                       | Die Kirche wurde 1901 von Architekt Georg Hönel aus Graz im Stil der Neorenaissance erbaut und 1998/99 renoviert. 1901 war die Pfarrgemeinde in Stainz als Tochtergemeinde der Grazer Gemeinde gegründet wurde, selbstständig wurde sie 1905. Anmerkung: Sie liegt auf dem Grundstück Nr. EZ 126 KG 61239 Stainz. | BDA-Hist.: Q37982623 Status: § 2a Stand der BDA-Liste: 2025-06-30 Name: Evang. Pfarrkirche A.B. GstNr.: 97/5 Evangelische Kirche AB Stainz                                                                                             |
| ja   | Datei hochladen | Marktkapelle Maria Himmelskönigin HERIS-ID: 7875 Objekt-ID: 3818                              | Grazer Straße 13 Standort KG: Stainz                                                     | Die Kapelle ist der hl. Maria geweiht, sie stammt aus dem Jahr 1863. Auf ihrem Giebel befindet sich eine Gruppe barocker Statuen (Verkündigungsgruppe). Die Statuen am Altar werden in das 18. Jahrhundert datiert. Anmerkung: Die Kapelle liegt am Beginn der Jakob-Rosolenz-Stiege vom Ort Stainz zum Schloss Stainz auf dem Grundstück Nr. EZ 2 KG 61239 Stainz. | BDA-Hist.: Q37982397 Status: § 2a Stand der BDA-Liste: 2025-06-30 Name: Marktkapelle Maria Himmelskönigin GstNr.: .23 Gemeindekapelle Rosolenz-Stiege Stainz                                                                           |
| ja   | Datei hochladen | Mariensäule HERIS-ID: 7896 Objekt-ID: 3839                                                    | Hauptplatz Standort KG: Stainz                                                           | Das Denkmal besteht aus einer 2,40 m großen Barock-Statue der hl. Maria und dem Jesuskind aus der Zeit um 1730, im Stil des Bildhauers Johann Matthias Leitner. Die Säule, auf der sie sich befindet, ist 3,6 m hoch. Maria und das Kind tragen Kronen aus vergoldetem Messing. Das Denkmal soll aus dem Park des nicht mehr existierenden Schlosses Herbersdorf stammen, aber auch eine Herkunft aus dem Bestand des Chorherrenstiftes Stainz wird für möglich gehalten. Es befand sich später an der Fabrikstraße/Ecke Langwiesenbachgasse und wurde 1956 an die heutige Stelle übersetzt. Die bisher dort aufgestellte Marienstatue wurde zunächst deponiert und danach am nördlichen Nebeneingang der Pfarrkirche in der Anlage von Schloss Stainz aufgestellt. Die Mariensäule am Stainzer Hauptplatz wurde bis April 2011 durch mehrere Monate mit einem Aufwand von 14.000 Euro restauriert. Anmerkung: Sie steht auf einem Grundstück der EZ 50000 (gemeinsame Einlagezahl der Verkehrsflächen) KG 61239 Stainz. | BDA-Hist.: Q37983972 Status: § 2a Stand der BDA-Liste: 2025-06-30 Name: Mariensäule GstNr.: 330/2 Mariensäule Hauptplatz Stainz |
| ja   | Datei hochladen | Gemeindeamt HERIS-ID: 7880 Objekt-ID: 3823                                                    | Hauptplatz 1 Standort KG: Stainz                                                         | Das Gebäude stammt im Kern aus dem 17. Jahrhundert und wurde 1949/50 umgebaut, wobei es im Erdgeschoß einen neuen Pfeilerarkadengang erhielt, um die an dieser Stelle sehr enge (damalige) Durchzugsstraße verbreitern zu können. Anmerkung: Es liegt auf den Grundstücken Nr. .31/1 EZ 53 und .31/2 EZ 2, beide KG 61239 Stainz. | BDA-Hist.: Q37982847 Status: § 2a Stand der BDA-Liste: 2025-06-30 Name: Gemeindeamt GstNr.: .31/1, .31/2 Gemeindeamt Stainz |
| ja   | Datei hochladen | Bürgerhaus HERIS-ID: 7881 Objekt-ID: 3824                                                     | Hauptplatz 2 Standort KG: Stainz                                                         | Die Fassade dieses Hauses hat ein Korbbogen-Portal aus dem Jahr 1783. Das Haus wird auch Platzbinder-Haus genannt. Anmerkung: Das Gebäude liegt auf einem Grundstück der EZ 137 KG 61239 Stainz. | BDA-Hist.: Q37982914 Status: Bescheid Stand der BDA-Liste: 2025-06-30 Name: Bürgerhaus GstNr.: .33 Hauptplatz 2 (Stainz) |
| ja   | Datei hochladen | Bezirksgericht HERIS-ID: 7886 Objekt-ID: 3829                                                 | Hauptplatz 11 Standort KG: Stainz                                                        | Das Gebäude bildet den östlichen Abschluss des Hauptplatzes. Es wurde in den Jahren 1898 bis 1900 als neoklassischer Amtshausbau mit Mittelrisalit errichtet. Nach der Auflassung des Bezirksgerichtes Stainz 2014 wird das Gebäude als Wohnhaus mit etwa 20 Wohnungen verwendet. Anmerkung: Es liegt auf einem Grundstück der EZ 120 KG 61239 Stainz. | BDA-Hist.: Q37983373 Status: § 2a Stand der BDA-Liste: 2025-06-30 Name: Bezirksgericht GstNr.: .52/1 Bezirksgericht Stainz |
| ja   | Datei hochladen | Bürgerhaus (ehem. Stiftshof) HERIS-ID: 7887 Objekt-ID: 3830                                   | Hauptplatz 12 Standort KG: Stainz                                                        | Das Gebäude wird auf das Jahr 1629 zurückgeführt (angeblich so datiert). An den Seiten des Mittelfensters befinden sich Statuen der hl. Maria und des hl. Josef aus der Zeit um 1700. Es wurde 1959 und 2011 restauriert und ist durch Bescheid geschützt. Anmerkung: Das Haus liegt im östlichen Teil des Hauptplatzes auf einem Grundstück der EZ 46 KG 61239 Stainz. In älteren Unterlagen, wie in der Denkmalliste des BDA vom Mai 2011 und im Dehio-Band, ist das Gebäude auch unter der Adresse „Bahnhofstraße 47“ vermerkt (irrtümliche Doppelregistrierung). | BDA-Hist.: Q37983469 Status: Bescheid Stand der BDA-Liste: 2025-06-30 Name: Bürgerhaus (ehem. Stiftshof) GstNr.: .63 Haus Hauptplatz 12 Stainz                                                                                         |
| ja   | Datei hochladen | Bürgerhaus HERIS-ID: 7892 Objekt-ID: 3835                                                     | Hauptplatz 20 Standort KG: Stainz                                                        | Das Haus stammt im Kern aus dem 16. und 17. Jahrhundert. Hinter der neurenovierten Fassade befindet sich ein Hof mit zweistöckigen Renaissancearkaden. Anmerkung: Das Gebäude liegt auf einem Grundstück der EZ 58 KG 61239 Stainz. | BDA-Hist.: Q37983691 Status: Bescheid Stand der BDA-Liste: 2025-06-30 Name: Bürgerhaus GstNr.: .74/1 Haus Hauptplatz 20 Stainz |
| ja   | Datei hochladen | Bürgerhaus Finkhof HERIS-ID: 7894 Objekt-ID: 3837                                             | Hauptplatz 22 Standort KG: Stainz                                                        | Das Gebäude gehört zur südlichen Häuserzeile des Hauptplatzes, die im Kern aus dem 16. und 17. Jahrhundert stammt. Sein Portal ist mit 1783 datiert. Es handelt sich um ein Großbürgerhaus und eine ehemalige Schmiede. Im Hof befindet sich ein zweigeschoßiger Arkadenhof aus der Renaissance. Die Fassade stammt aus der 2. Hälfte des 19. Jahrhunderts. Anmerkung: Das Haus liegt auf einem Grundstück der EZ 315 KG 61239 Stainz. | BDA-Hist.: Q37983828 Status: Bescheid Stand der BDA-Liste: 2025-06-30 Name: Bürgerhaus Finkhof GstNr.: .77/1 Haus Hauptplatz 22 Stainz                                                                                                 |
| ja   | Datei hochladen | Gasthaus Boarbäck HERIS-ID: 7895 Objekt-ID: 3838                                              | Hauptplatz 23 Standort KG: Stainz                                                        | Das Gebäude gehört zur südlichen Häuserzeile des Stainzer Hauptplatzes, es ist dessen westlichster Teil am Beginn der Straße nach Bad Gams und Deutschlandsberg. Es stammt aus dem 16. Jahrhundert und wurde im 18. Jahrhundert zu einem Großbürgerhaus mit Bäckerei und Gasthof umgestaltet. Die Giebelfassade stammt aus 1782, das Korbbogenportal aus 1812. Anmerkung: Das Haus liegt auf einem Grundstück der EZ 154 KG 61239 Stainz. | BDA-Hist.: Q37983917 Status: Bescheid Stand der BDA-Liste: 2025-06-30 Name: Gasthaus Boarbäck GstNr.: .78/2 Haus Hauptplatz 23 Stainz                                                                                                  |
| ja   | Datei hochladen | Bruggen-Mühle (Hofer-Mühle) HERIS-ID: 7908 Objekt-ID: 3851                                    | Mühlweg 2 Standort KG: Stainz                                                            | Das Gebäude liegt westlich des Rathauses (vom Hauptplatz aus: dahinter), es wurde früher auch als Uiberbacher-Mühle bezeichnet. Die Anlage wurde 1581 als Mühle des Stiftes errichtet und 1833 in die aktuelle Form umgebaut. Eine Restaurierung fand 1973 statt. Am 5. März 2016 wurden der Dachstuhl und das Dachgeschoß des zum Veranstaltungszentrums mit Wohnungen umgebauten Gebäudes durch einen Großbrand schwer beschädigt. Anmerkung: Das Haus liegt auf einem Grundstück der EZ 69 KG 61239 Stainz. | BDA-Hist.: Q37985084 Status: Bescheid Stand der BDA-Liste: 2025-06-30 Name: Bruggen-Mühle (Hofer-Mühle) GstNr.: 44 Haus Rathausplatz 2 Stainz                                                                                          |
| ja   | Datei hochladen | Steinfiguren HERIS-ID: 7872 Objekt-ID: 3815                                                   | bei Schloßplatz 1, gegenüber dem Haupteingang des Schlosses Standort KG: Stainz          | Es besteht aus einer überlebensgroßen Marienstatue, die von zwei Statuen (1=hl. Gelasius und hl. Patritius) flankiert ist. Das Werk ist mit der Jahreszahl 1733 bezeichnet und wurde 1979/80 restauriert. Anmerkung: Die Figuren stehen auf einem Grundstück der EZ 519 KG 61239 Stainz. | BDA-Hist.: Q37982096 Status: Bescheid Stand der BDA-Liste: 2025-06-30 Name: Steinfiguren GstNr.: 5 Figurengruppe Schloss Stainz |
| ja   | Datei hochladen | Mariensäule HERIS-ID: 7873 Objekt-ID: 3816                                                    | Schloßplatz 2, an der Nordwestseite der Kirche Standort KG: Stainz                       | Das Denkmal wird auch als Immaculatasäule bezeichnet. Das Werk ist mit der Jahreszahl 1905 bezeichnet und befand sich bis 1956 auf dem Hauptplatz von Stainz. Anmerkung: Es steht nun auf einem Grundstück der EZ 519 KG 61239 Stainz. | BDA-Hist.: Q37982203 Status: Bescheid Stand der BDA-Liste: 2025-06-30 Name: Mariensäule GstNr.: .150 Mariensäule Schloss Stainz |
| ja   | Datei hochladen | Schloss Stainz (ehemaliges Augustiner-Chorherrenstift) HERIS-ID: 7863 Objekt-ID: 3806         | Schloßplatz 1 Standort KG: Stainz                                                        | Es handelt sich um die Anlage des ehemaligen Klosters der Augustiner-Chorherren. Zu ihr gehört auch die Kirche St. Katharina und die Nebengebäude. Anmerkung: Die Schlossanlage liegt auf Grundstücken der EZ 519 KG 61239 Stainz. | BDA-Hist.: Q872537 Status: Bescheid Stand der BDA-Liste: 2025-06-30 Name: Schloss Stainz (ehem. Augustiner-Chorherrenstift) GstNr.: 1/2, 2, 3, 4, 5, 10/3, 10/4,10/5,11/2, 319/2, .1/1, .1/2, .2, .5,.10,.11,.150, .328 Schloss Stainz |
| ja   | Datei hochladen | Pfarrhof HERIS-ID: 7865 Objekt-ID: 3808                                                       | Schloßplatz 2, an der Westseite der Schlossanlage Standort KG: Stainz                    | Das Gebäude ist ein Trakt der Anlage von Schloss Stainz und befindet sich auf der Höhe der Türme der Pfarrkirche, bei denen früher der Haupteingang dieser Kirche lag. Anmerkung: Der Pfarrhof liegt auf einem Grundstück der EZ 519 KG 61239 Stainz. | BDA-Hist.: Q37981598 Status: Bescheid Stand der BDA-Liste: 2025-06-30 Name: Pfarrhof GstNr.: .1/2 Pfarrhof Schloss Stainz |
| ja   | Datei hochladen | Wohnhaus („alte Schule“) HERIS-ID: 7868 Objekt-ID: 3811                                       | Schloßplatz 5 Standort KG: Stainz                                                        | Das Gebäude ist Teil der Anlage von Schloss Stainz. Anmerkung: Es liegt auf einem Grundstück der EZ 519 KG 61239 Stainz. | BDA-Hist.: Q37981746 Status: Bescheid Stand der BDA-Liste: 2025-06-30 Name: Wohnhaus („alte Schule“) GstNr.: .5 Alte Schule Schloss Stainz                                                                                             |
| ja   | Datei hochladen | „Galerie Klosterhöhe“, ehemaliges Wirtschaftsgebäude HERIS-ID: 7870 Objekt-ID: 3813           | Schloßplatz 6 Standort KG: Stainz                                                        | Das Gebäude ist ein ehemaliges Wirtschaftsgebäude und Teil der Anlage von Schloss Stainz. Anmerkung: Es liegt auf einem Grundstück der EZ 519 KG 61239 Stainz. | BDA-Hist.: Q37981894 Status: Bescheid Stand der BDA-Liste: 2025-06-30 Name: „Galerie Klosterhöhe“, ehemaliges Wirtschaftsgebäude GstNr.: .150 Wirtschaftsgebäude Schlossplatz 6 Stainz                                                 |
| ja   | Datei hochladen | ehem. Forsthaus Erzherzog Johann HERIS-ID: 7871 Objekt-ID: 3814                               | Schloßplatz 7 und 8 Standort KG: Stainz                                                  | Das Gebäude bildet zusammen mit weiträumigen Wirtschaftstrakten den Westen der Anlage von Schloss Stainz. Seine heutige Form hat es im 19. Jahrhundert erhalten. Anmerkung: Es liegt auf einem Grundstück der EZ 519 KG 61239 Stainz. | BDA-Hist.: Q37981994 Status: Bescheid Stand der BDA-Liste: 2025-06-30 Name: ehem. Forsthaus Erzherzog Johann GstNr.: .150 Meierhof Schloss Stainz                                                                                      |
| ja   | Datei hochladen | Katholische Pfarrkirche Hl. Katharina (ehemalige Stiftskirche) HERIS-ID: 7864 Objekt-ID: 3807 | Schloßplatz 2 (Eingang über Schloßplatz 1) Standort KG: Stainz                           | Das Kirchengebäude ist Teil der Anlage von Schloss Stainz. Sie ist seit dem Abbruch der ursprünglichen Pfarrkirche von Stainz, der im Ort befindlichen St. Jakobs-Kirche um 1600 auch Pfarrkirche von Stainz. Der ursprünglich zwischen den Westtürmen liegende Haupteingang der Kirche wurde im Rahmen der Umbauten durch Probst Rosolenz von 1605 bis 1625 in das Ostportal und damit in den Innenhof der Klosteranlage verlegt. Anmerkung: Das Kirchengebäude liegt auf einem Grundstück der EZ 519 KG 61239 Stainz. | BDA-Hist.: Q37981495 Status: Bescheid Stand der BDA-Liste: 2025-06-30 Name: Katholische Pfarrkirche Hl. Katharina (ehemalige Stiftskirche) GstNr.: .2 Pfarrkirche Stainz                                                               |
| ja   | Datei hochladen | Zwei Gartenpavillons HERIS-ID: 7867 Objekt-ID: 3810                                           | bei Schloßplatz 1, vor der Ostseite des Schlosses Standort KG: Stainz                    | Die turmartig gestalteten Pavillons befinden sich an der östlichen Gartenterrasse des Stiftsgebäudes. Sie stammen aus dem zweiten Viertel des 18. Jahrhunderts, sind achteckig mit laternenartigen Aufsätzen. Im Jahr 1960 wurden sie restauriert, der südliche Pavillon wird auch als „Pulverturm“ bezeichnet, an ihm befindet sich das Schlossstiegen-Kreuz an der Rosolenz-Stiege. Anmerkung: Die Pavillons liegen auf den Grundstücken Nr. .10 (nördlicher Pavillon) und .11 (südlicher Pavillon) der EZ 519 KG 61239 Stainz. | BDA-Hist.: Q37981713 Status: Bescheid Stand der BDA-Liste: 2025-06-30 Name: Zwei Gartenpavillons GstNr.: .10, .11 Pavillons Schloss Stainz                                                                                             |
| ja   | Datei hochladen | Museum, ehemaliger Schüttkasten HERIS-ID: 7869 Objekt-ID: 3812                                | am Hang nördlich des Schlosses Standort KG: Stainz                                       | Der Getreidespeicher wurde im ersten Viertel des 17. Jahrhunderts unter Probst Rosolenz erbaut und wurde 1975 für das Volkskundemuseum adaptiert. Anmerkung: Er liegt auf einem Grundstück der EZ 519 KG 61239 Stainz. | BDA-Hist.: Q37981841 Status: Bescheid Stand der BDA-Liste: 2025-06-30 Name: Museum, ehemaliger Schüttkasten GstNr.: .328 Zehentkasten Schloss Stainz                                                                                   |
| ja   | Datei hochladen | Taubenschlag HERIS-ID: 7874 Objekt-ID: 3817                                                   | vor dem Pfarrhof, Schloßplatz 2 (vor dem Westtrakt des Schlossbaues) Standort KG: Stainz | Der Taubenschlag besteht (im Unterschied zu ähnlichen Anlagen aus Holz) aus Mauerwerk und gehört wie der Schüttkasten zur Anlage des Meierhofes von Schloss Stainz. Anmerkung: Er liegt gegenüber dem Eingang des Pfarrhofes auf einem Grundstück der EZ 128 KG 61239 Stainz. Der Pfarrhof hat die Hausnummer 2. | BDA-Hist.: Q37982322 Status: Bescheid Stand der BDA-Liste: 2025-06-30 Name: Taubenschlag GstNr.: 2 Taubenschlag Schloss Stainz |
| ja   | Datei hochladen | Jakob-Rosolenz-Stiege HERIS-ID: 7866 Objekt-ID: 3809                                          | an der Ostseite des Schlosses Standort KG: Stainz                                        | Die Stiege bildet den Hauptzugang per Fuß vom Ort Stainz in die Anlage von Schloss Stainz. Sie hat ungefähr 140 Stufen. An ihr liegt an der Südseite des südlichen Gartenpavillons das „Schlossstiegen-Kreuz“, ein über 4,5 m hohes Kruzifix unter einem geschwungenen Blechdach. Anmerkung: Sie liegt auf Grundstücken der EZ 519 KG 61239 Stainz. | BDA-Hist.: Q37981658 Status: Bescheid Stand der BDA-Liste: 2025-06-30 Name: Jakob-Rosolenz-Stiege GstNr.: 319/3, 319/2 Rosolenz-Stiege Stainz                                                                                          |
| ja   | Datei hochladen | Pestkreuz HERIS-ID: 7820 Objekt-ID: 3762                                                      | nordwestlich von Wald 3 Standort KG: Wald                                                | Das Pestkreuz stammt aus dem 18. Jahrhundert. Nach dem benachbarten Bauernhof wird es auch „Nebel-Pestkreuz“ genannt. Es handelt sich um einen Etagenbildstock, im unteren Teil befinden sich drei Rundbogennischen. Der Bildstock wurde 1971 zum Dank für den geglückten Hausbau renoviert, eine weitere Renovierung erfolgte 2004. Anmerkung: Es liegt auf einem Grundstück der EZ 3 KG 61246 Wald rechts (Richtung Westen) an der Landesstraße LH 642 (Sauerbrunnstraße) außerhalb des bebauten Gebietes. Es kann mit einem anderen, nicht unter Denkmalschutz stehenden Bildstock ca. 300 m östlich an der Straßenkreuzung der Sauerbrunnstraße mit dem Angenofenweg und dem Grünbaumweg verwechselt werden. | BDA-Hist.: Q37978981 Status: Bescheid Stand der BDA-Liste: 2025-06-30 Name: Pestkreuz GstNr.: 600 |
| ja   | Datei hochladen | Wasserreservoir HERIS-ID: 7813 Objekt-ID: 3755                                                | im Wald nordwestlich Grünbaumgartenweg 27 Standort KG: Wald                              | Die Anlage wurde 1909 erbaut, später technisch umgestaltet. Das Portal und dessen Rückseite sind erhalten. Anmerkung: Das Reservoir befindet sich am Grünbaumgartenweg auf einem Grundstück der EZ 379 KG 61246 Wald. | BDA-Hist.: Q37978649 Status: § 2a Stand der BDA-Liste: 2025-06-30 Name: Wasserreservoir GstNr.: .314 Wasserreservoir Marhof |
| ja   | Datei hochladen | Kupferzeitliche Siedlung Glaserkogel HERIS-ID: 12610 Objekt-ID: 8761                          | Glaserkogel Standort KG: Wetzelsdorf                                                     | Bei Ausgrabungen 1997/98 wurden an diesem Ort Reste einer Siedlung der Lasinja-Kultur festgestellt. Funde aus der Urnenfelderkultur sind ebenfalls dokumentiert. Eine zweite Besiedlungsphase ist für die Hallstattzeit, um das 10. bis 9. Jahrhundert v. Chr. dokumentiert. Anmerkung: Die Fundstelle liegt auf einem Hügel im Hintergrund der Parzellen einiger Wohnhäuser auf Privatgrund in der Ortschaft Wetzelsdorfberg bei Nr. 95 und Nr. 121 auf den Grundstücken Nr. 266/1 EZ 442 und Nr. 267/1 EZ 529 KG 61247 Wetzelsdorf. | BDA-Hist.: Q38134306 Status: Bescheid Stand der BDA-Liste: 2025-06-30 Name: Kupferzeitliche Siedlung Glaserkogel GstNr.: 267/1, 266/1, 313, 314/2 Archäologische Fundstelle Glaserkogel Stainztal                                      |
| ja   | Datei hochladen | Hügelgräberfeld Wetzelsdorfberg HERIS-ID: 112270 Objekt-ID: 130360                            | Wetzelsdorfberg Standort KG: Wetzelsdorf                                                 | Die Fundstelle ist ein Gräberfeld, in dem eine Reihe von Grabhügeln noch im Gelände als flache Erhebungen sichtbar sind. Ob es sich bei einer Bodenunebenheit tatsächlich um einen Grabhügel handelt oder ob andere Ursachen (Hohlweg, Grabungsreste, Abschwemmung usw.) vorliegen, ist ohne Vorinformation nicht erkennbar. Anmerkung: Die Stelle liegt im Osten der Gemeinde Stainztal in der Ortschaft Wetzelsdorfberg an der Abzweigung des Altmichlweges vom Wetzelsdorfbergweg bei Nr. 93 auf EZ 593 KG 61247 Wetzelsdorf. | BDA-Hist.: Q37830268 Status: Bescheid Stand der BDA-Liste: 2025-06-30 Name: Hügelgräberfeld Wetzelsdorfberg GstNr.: 350/2 Hügelgräber Wetzelsdorfberg, Stainztal                                                                       |
| ja   | Datei hochladen | Hügelgräbergruppe Neuröllwald HERIS-ID: 112496 Objekt-ID: 130691seit 2015                     | bei Röllhansweg Nr. 27 Standort KG: Wetzelsdorf                                          | archäologische Fundstelle, Gräberfeld mit Hügelgräbern aus der La-Tène-Zeit bis spätrömisch. Ob es sich bei einer Bodenunebenheit tatsächlich um einen Grabhügel handelt oder ob andere Ursachen (Hohlweg, Grabungsreste, Abschwemmung usw.) vorliegen, ist ohne Vorinformation nicht erkennbar. Um 1886 wurde zumindest ein Hügel aufgegraben und ein Bronzegegenstand gefunden. Anmerkung: Die Fundstelle liegt im Ortsteil Zabernegg auf einem Grundstück der EZ 32 KG 61247 Wetzelsdorf nördlich des Röllhansweges | BDA-Hist.: Q37831319 Status: § 57-Mandatsbescheid Stand der BDA-Liste: 2025-06-30 Name: Hügelgräbergruppe Neuröllwald GstNr.: 462/1 Grabhügelgruppe Neuröllwald, Zabernegg                                                             |